# Palaemnema clementia
Palaemnema clementia – gatunek ważki z rodziny Platystictidae. Występuje na terenie Ameryki Południowej.